# Petrovaradín (nádraží)
Petrovaradín (srbsky Петроварадин) je železniční stanice na trati Bělehrad–Subotica v severní části Srbska, v autonomní oblasti Vojvodina. Její adresa je Franje Stefanovica 9. Nachází se v místní části Novi Majur.
Stanice má celkem 9 kolejí. Má celkem dvě nástupiště, která jsou spojena se staniční budovou podchody.
Dříve z tohoto nádraží jižním směrem pokračovala ještě železniční trať do Beočinu, nicméně tato byla snesena. Nyní tudy pouze prochází již výše zmíněná trať.
Původní nádražní budova vznikla v době existence Rakousko-Uherska. Otevřena byla roku 1884 jako součást trati vedoucího do Zemunu. Stanice byla zrekonstruována a zmodernizována v 3. dekádě 21. století v souvislosti s obnovou celé železniční trati mezi Novým Sadem a Bělehradem.